# Pstrogłowy
Pstrogłowy (Megalaiminae) – podrodzina ptaków z rodziny tukanowatych (Ramphastidae).

## Zasięg występowania
Podrodzina obejmuje gatunki zamieszkujące tereny leśne Azji od Pakistanu, Himalajów, Indii i Sri Lanki na wschód po Tajwan, Filipiny i Indonezję.

## Podział systematyczny
Część systematyków traktuje ten takson jako odrębną rodzinę Megalaimidae. Do podrodziny należą dwa plemiona:
- Megalaimini Blyth, 1852
- Caloramphini Mannucci & Simonetta, 1978